# Буковина (стадіон)
Спорти́вно-оздоро́вча устано́ва «Букови́на» — стадіон у Чернівцях, на якому проходять матчі чемпіонату України і кубка України, а також матчі ветеранського чемпіонату, дитячо-юнацькі турніри і фінали суперкубка та кубка Чернівецької області. Стадіон є домашньою ареною  футбольного клубу «Буковина». 
Директор стадіону (з 6.06.2024) — Микола Гуцкал.

## Історія

### Передісторія
Стадіон був побудований на базі повоєнного стадіону «Динамо», який був представлений однойменний клуб (до 1940 року стадіон належав румунському клубу «Драгош Воде», таку ж назву мав власне і сам стадіон). Будівництво почали в 1956-му, і в тому ж році він і заробив, а в 1957-му на території почав функціонувати басейн. До будівництва долучилися фабрики, школи, було проведено чимало «суботників».
У 1967-му стадіон глобально реконструювали (побудували практично заново), і тому в багатьох довідниках цей рік позначають як рік будівництва та офіційного відкриття. На честь річниці цього відкриття, в 1968 році був проведений товариський матч в якому зустрілися місцева «Буковина» та діючий чемпіон СРСР київське «Динамо».

### Сучасна історія
Знаходиться у центрі міста, неподалік від Парку культури і відпочинку імені Тараса Шевченка. У 2000 році на стадіоні були встановлені індивідуальні пластикові сидіння, через що місткість споруди зменшилася з 17 000 до 12 000 місць.
На території СОУ «Буковина» знаходяться також міні-футбольний майданчик зі штучним покриттям, на якому відбуваються аматорські змагання, зокрема, чемпіонат Чернівців з міні–футболу, першість різних навчальних закладів області, а також майданчик для гри у пляжний волейбол і тенісний корт. Триває будівництво гандбольного майданчика. 
У 2015 році на стадіоні провели реконструкцію табла замість електронного 15 × 10, вмонтували цифрове інформаційне. А у 2016 році частково провели реконструкцію адміністративних і підтрибунних приміщень стадіону.
У 2024 році на стадіоні капітально відремонтували центральний фасад та його підтрибунні приміщення (вбиральні, фуд-корт, відкрили фан-магазин), роздягальні, приміщення для арбітрів, кімнати для допінг-тестів та виправили інші косметичні проблеми. Також встановили нове сучасне табло: вартістю у 2 мільйона гривень, новий тренерський місток (лава запасних), триває ремонт трибун. Планується встановлення підігріву поля, заміна освітлення та забезпечення роботи (процедури використання) системи VAR.

### Колишні назви
- 1956–1960: «Динамо»
- 1960–1965: «Авангард»
- 1965—дотепер: «Буковина»

## Музичні події
24 вересня 1989 року на стадіоні «Буковина» відбувся завершальний концерт легендарного музичного фестивалю Червона Рута, а через 20 років, 20 вересня 2009 року, на цьому ж місці відбувся святковий концерт і оголошення переможців X ювілейного фестивалю Червона Рута-2009. Під час концерту на стадіоні перебував Президент України Віктор Ющенко.
22 травня 2013 року на стадіоні відбувся концерт української рок-групи Океан Ельзи. 2 жовтня 2016 року тут знову відбувся концерт групи Святослава Вакарчука. 28 травня 2017 року Океан Ельзи втретє  виступив на цьому стадіоні.

## Галерея

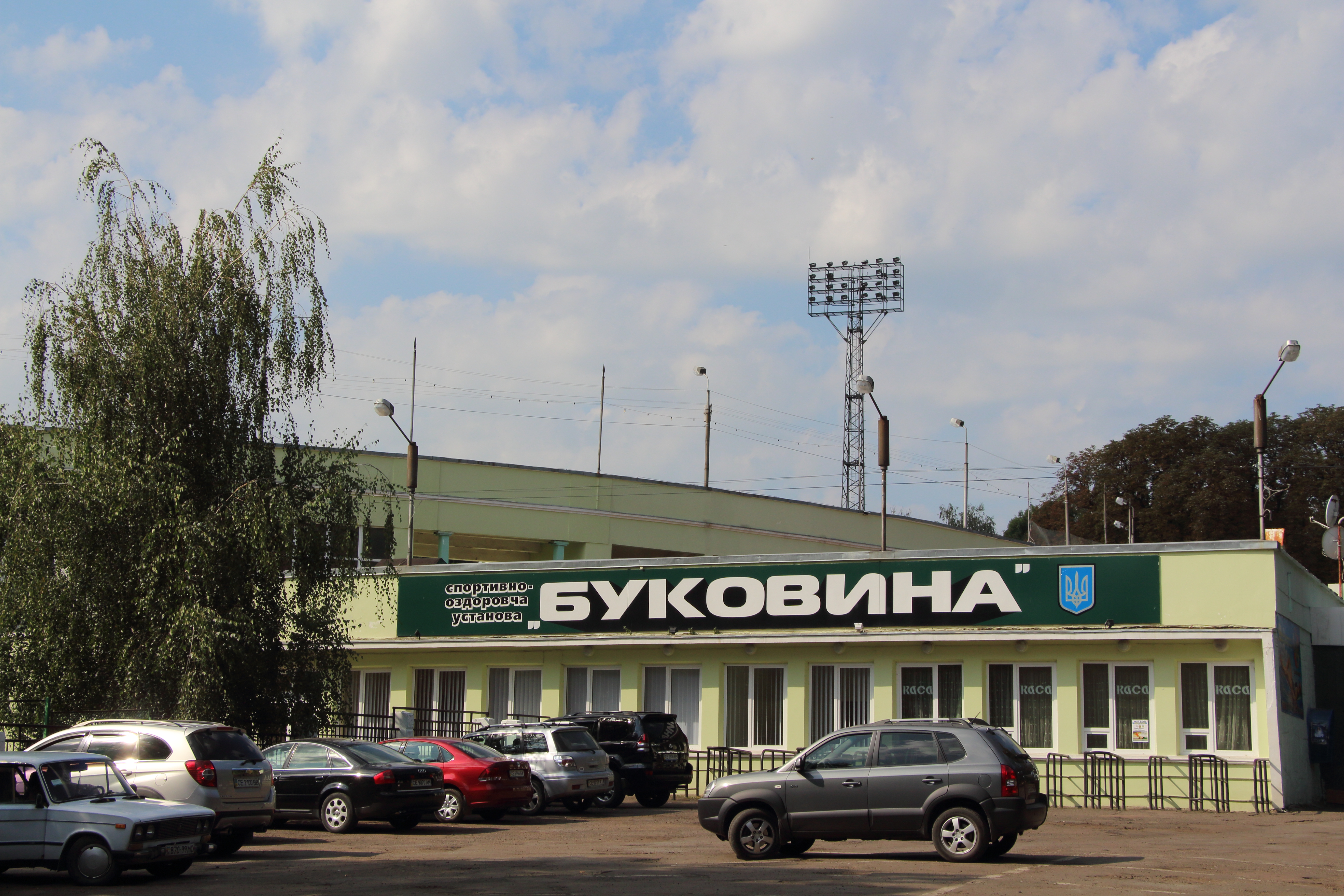
Каси стадіону
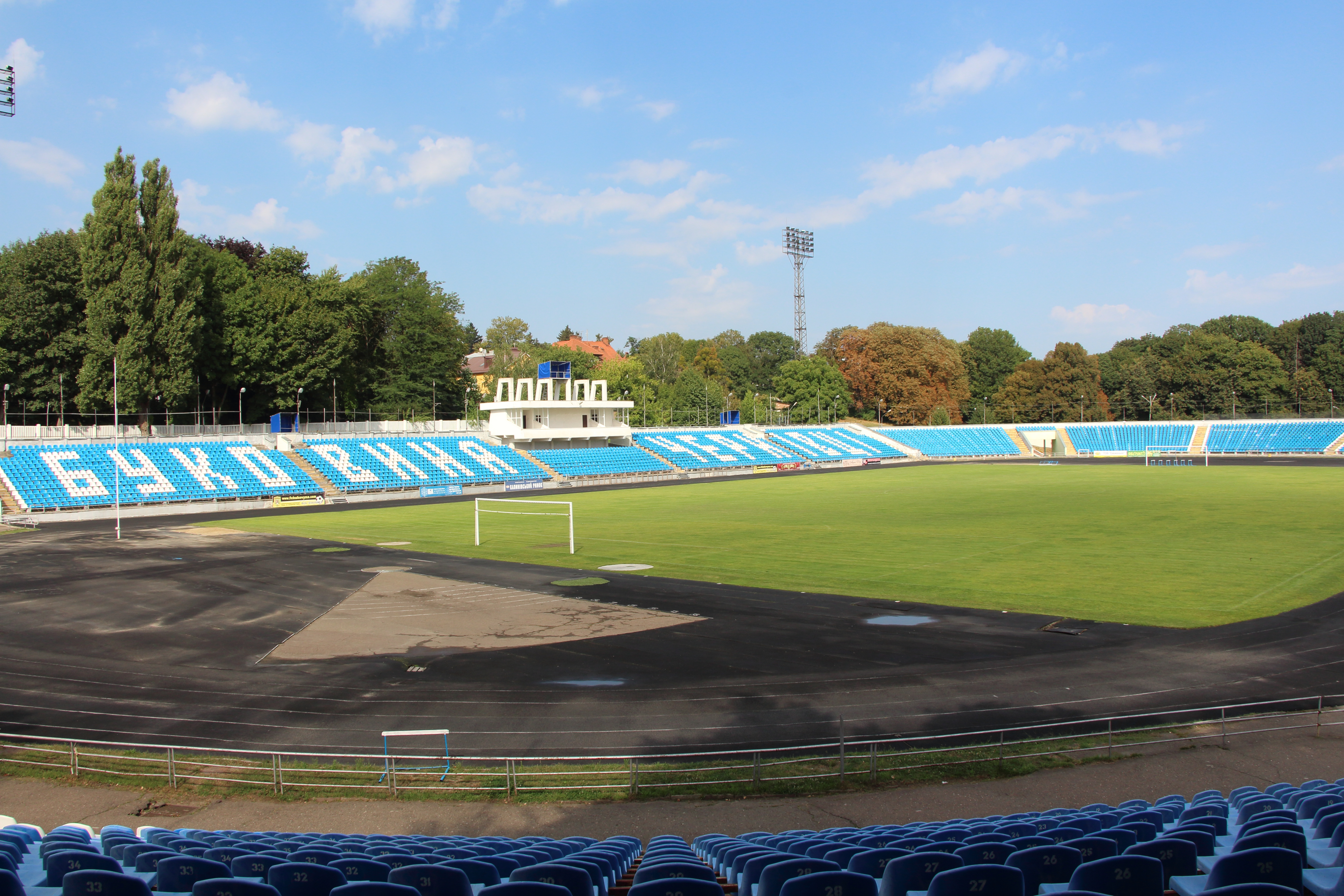
Панорама стадіону
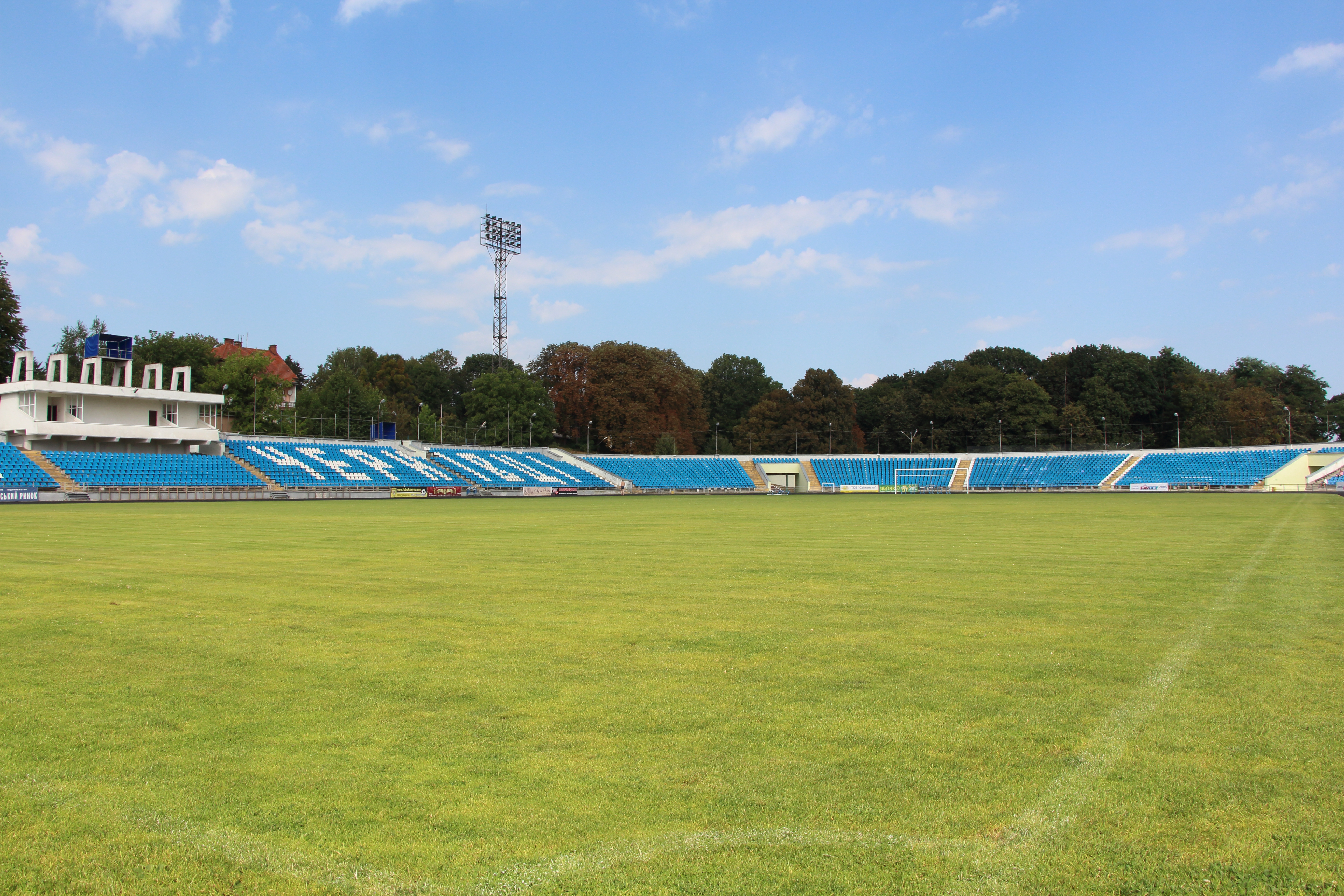
Панорама футбольного газону (2013 рік)
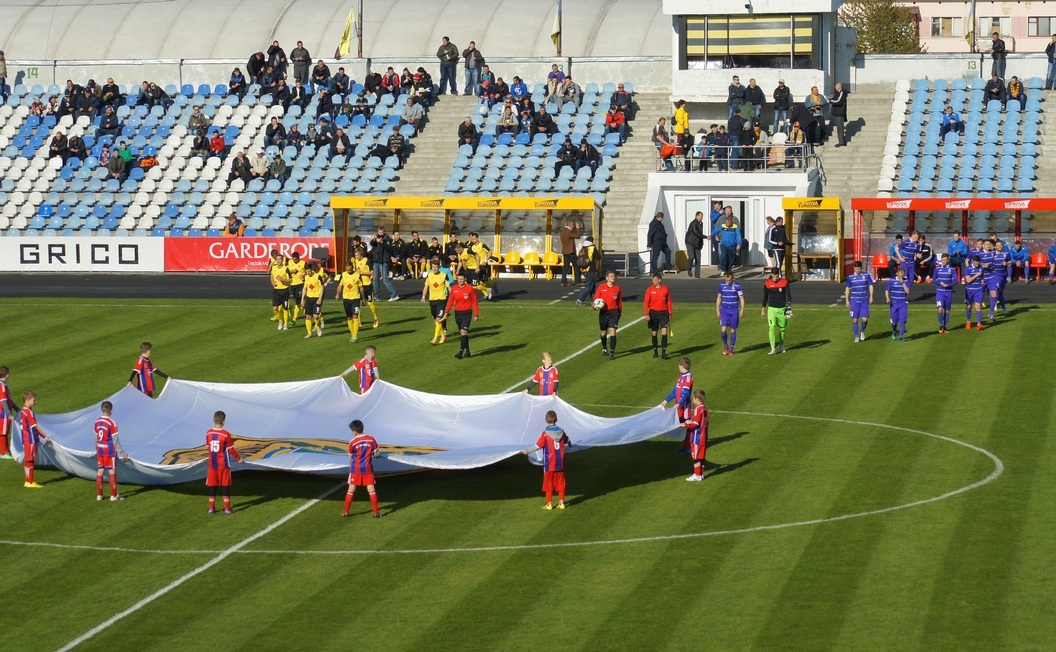
Вихід команд із підтрибунних приміщень
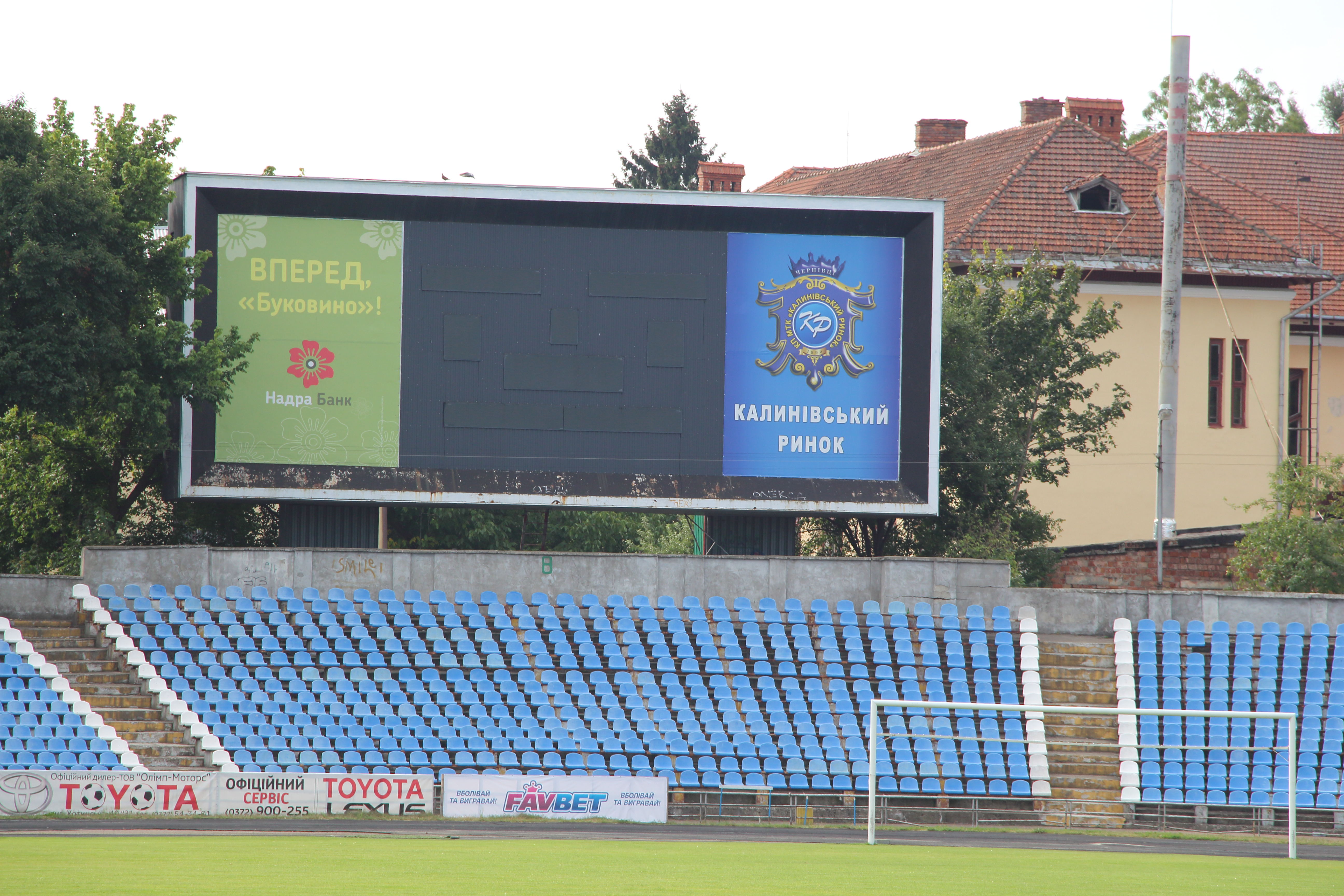
Електронне табло (до 2015 року)
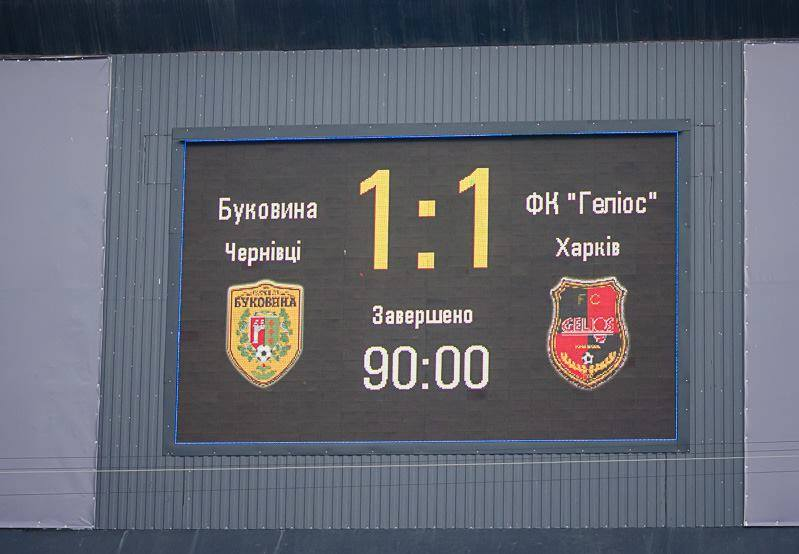
Цифрове інформаційне табло (з 2015 до 2023 року)
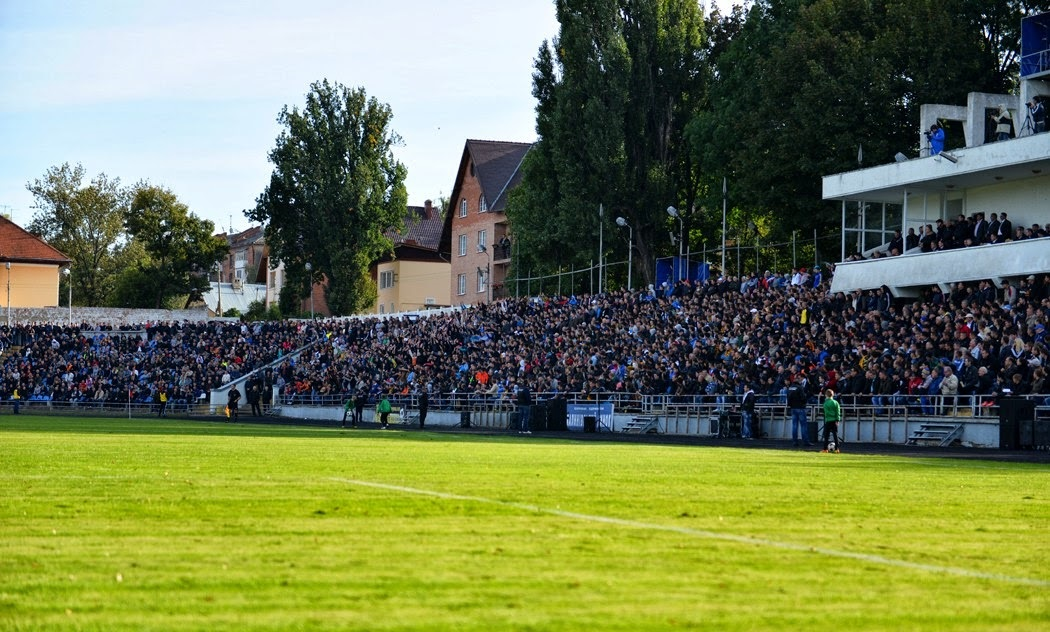
Заповнені трибуни стадіону (Західна сторона)
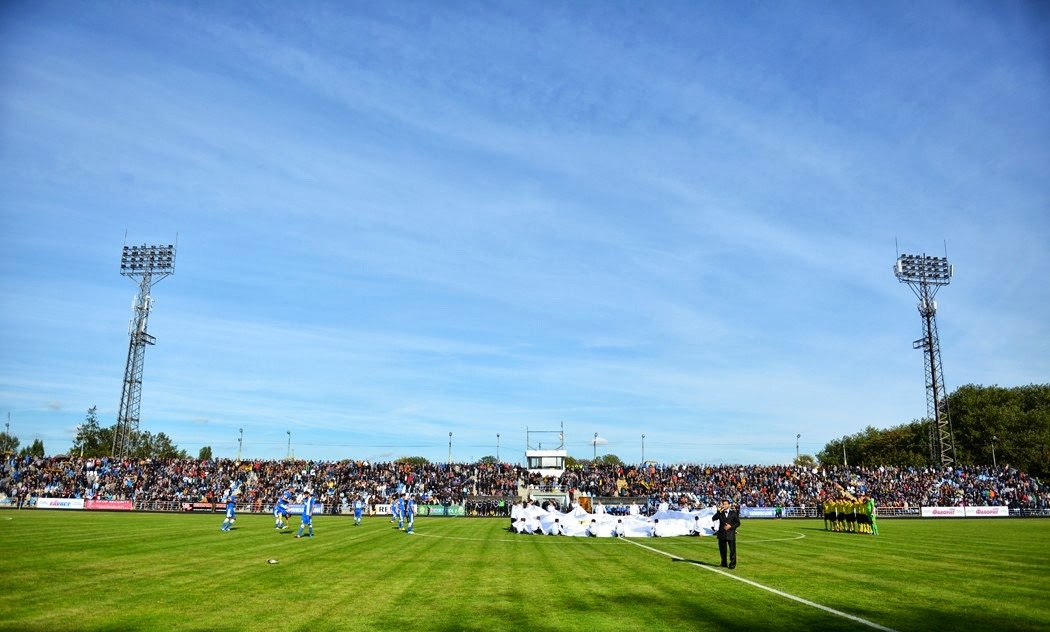
Заповнені трибуни стадіону (Східна сторона)